# Markus Lüpertz
Markus Lüpertz (født 25. april 1941 i Reichenberg) er en tysk maler, billedhugger, grafiker og forfatter. Han udgiver også et magasin og spiller jazzpiano . Han er en af de mest kendte tyske samtidskunstnere, og hans motiver er kendetegnet ved suggererende magt og arkaisk monumentalitet. Lüpertz insisterer på at fange genstanden for repræsentation med en arketypisk erklæring om hans eksistens. Hans kunstværker er forbundet med neo-ekspressionisme . Han er kendt for sin excentricitet, og den tyske presse har stiliseret ham som en "malerprins". 

## Liv og kunstnerisk karriere
Lüpertz blev født i 1941 i Reichenberg i Reichsgau Sudeterland i det nazibesatte Tjekkoslovakiet (nu Liberec i Tjekkiet). I 1948 flyttede hans familie til Rheydt, som er en forstad til byen Mönchengladbach, Rheinland i Vesttyskland, da han var syv år gammel.  Han blev afskediget på grund af en påstået mangel på talent fra en tidlig læretid som maler af vinflaskemærker. Hans anden lærer, en kommerciel kunstner, gik konkurs. Lüpertz studerede ved Werkkunstschule i Krefeld fra 1956 til 1961 sammen med Laurens Goosens.  Under sine studier arbejdede han også i underjordisk minedrift, vejbyggeri og tilbragte et semester på Kunstakademie Düsseldorf . Hans korte tilstedeværelse på akademiet endte som en "enorm fiasko", og en "fysisk konflikt, der eskalerede" førte til hans bortvisning. "Som en ikke-elsket og en udstødt er jeg blevet bortvist fra dette hus", huskede Lüpertz senere dette "pinlige nederlag" fra hans studentdage. 
Siden 1961 har Lüpertz arbejdet i Düsseldorf som freelance kunstner. Han søgte først eventyret og sluttede sig til den franske fremmedlegion, men han forlod det kort efter, før han kunne sendes til Algeriet .  I 1962 flyttede han til Vest-Berlin for at undgå militærtjeneste. Her begyndte han sin egentlige malerkarriere. I 1964 grundlagde Lüpertz galleriet Grossgörschen sammen med Karl Horst Hödicke, Hans-Jürgen Diehl, Wolfgang Petrick, Peter Sorge og elleve andre kunstnere.  I 1969 præsenterede Kalus Gallwitz, direktør for Baden-Baden Kunsthalle, værker af Lüpertz i hans talentshow. I 1970 modtog Lüpertz Villa Romana-prisen og tilbragte et år i Firenze i Italien, som en del af det tilknyttede stipendium.  Han blev tildelt den tyske kritikerpris i 1974. Lüpertz arrangerede samme år den første Biennale i Berlin . I 1975 udgav han sin første digtsamling "9 × 9" .
Efter at have arbejdet som gæstelektor i 1973, accepterede Lüpertz et professorat i maleri ved Staatliche Akademie der Bildenden Künste i Karlsruhe i 1974. Han udgav digtsamlingen "Og jeg, jeg spiller ..." i 1981. I 1983 overtog han et professorat ved Internationale Sommerakademie für Bildende Kunst i Salzburg, Østrig . Han tilbragte en tid i USA i 1984. Lüpertz forblev professor i Karlsruhe indtil 1986.
I 1986 modtog Lüpertz et professorat ved Kunstakademie Düsseldorf og blev udnævnt til rektor i 1988. Han ledede en af de førende tyske kunstakademier i en længere periode på mere end 20 år. Han fyldte ledige stillinger på akademiet med internationalt kendte kunstnere, herunder AR Penck, Jannis Kounellis, Rosemarie Trockel, Jörg Immendorff, Albert Oehlen, Peter Doig og Tony Cragg . På Venedigbiennalen i 1993 blev han inviteret til den tyske pavillon sammen med Georg Baselitz og Anselm Kiefer . I juni 2009 blev han erstattet som rektor af Tony Cragg. 
Lüpertz blev valgt til Die Nordrhein-Westfälische Akademie der Wissenschaften und der Künste i 2009. Siden 2014 har han undervist ved Akademie der Bildenden Künste an der Alten Spinnerei i Kolbermoor. Lüpertz planlagde at starte et privat kunstakademi i den tidligere villa af bankmand Henckel am Pfingstberg i Potsdam, men han besluttede senere at annullere projektet.
I 2011 udstillede Lüpertz et nyt værk med titlen Pastoral Thoughts på galleriet Michael Werner i New York City . Ifølge brochuren er dette "Nye værker af den berømte og kontroversielle tyske kunstner [som] udforsker temaer for historie og abstraktion i malerier, der stammer fra landskabsmotiver." Udstillingen blev mærket: "Dette er kunstnerens første store New York-show siden 2005" og blev ledsaget af et fuldt illustreret katalog.
Lüpertz bor og arbejder i Berlin, Karlsruhe, Düsseldorf og Firenze . Han har sit studie i bydelen Teltow udenfor Berlin . Han er gift og har fem børn. Lüpertz har tidligere konverteret til romersk-katolisisme . 

## Maleri
Lüpertz skabte sine første malerier omkring 1960. I modsætning til hans tids abstrakte tendenser, designede den unge Lüpertz enkle repræsentationsmotiver på en udtryksfuld måde. Hans tidlige værker viser ofte et stærkt billedsprog med monumentale repræsentationer af former. I sit maleri kombinerede han modstridende motiver. Som en håndgribelig tvetydighed indarbejdede Lüpertz modernitetens tvivl i traditionen i sine billedekonstruktioner og søgte deraf vejen ud af den daværende overvældende abstraktion. I 1962 udviklede han sit "dithyrambiske maleri" i Berlin og påbegyndte Mickey Mouse-serien og et år senere Donald Duck-serien.
I 1964 afholdt han sin udstilling af "dithyrambiske malerier" et udtryk, der stammer fra Friedrich Nietzsche . I malerierne kombinerede Lüpertz modsætningerne til objektivitet og abstraktion til en syntese. Lüpertz ser det maleriske univers formet af en kontinuerlig rytme, hvorved alt andet er underordnet. Han udgav sit "Kunst, die im Wege steht. Dithyrambisches Manifest" i 1966, efterfulgt af et andet manifest med titlen "Die Anmut des 20. Jahrhunderts wird durch die von mir erfundene Dithyrambe sichtbar gemacht" i 1968. 
Fra 1969 til 1977 malede han overvejende tyske motiver, nemlig symbolske genstande som stålhjelme, skovle, flag eller monumentale gevir i store formater. Malerierne blev udført i jordagtige farver og tematiserede den svært håndterede tyske nationale patos, hvor uheldige minder fra det tredje riges æra blev fremkaldt. Denne fase blev efterfulgt af en anden fra 1977 til 1984, baseret på det abstrakte maleri fra 1950'erne. Hans malerier fra denne periode er næsten helt fri for motiver, hvorimod legen med overflade- og volumendannende former, og rigdommen på den maleriske overflade bruges mere flittigt. 
Disse tendenser sluttede til fordel for en ny objektivitet og rumlighed. Fra 1985 til 1990 brugte Lüpertz udelukkende tiden på at genfortolke værker af bl.a. mestre som Jean-Baptiste Camille Corot og Nicolas Poussin . Kunsthistorikeren Siegfried Gohr har udtalt: "Når Lüpertz påberåber sig Poussin, betyder det at man kan finde nye rytmer for billedekroppen, eller som Poussin selv sagde: "tableau, som først derefter kan fortolkes med hensyn til indhold. Ikke realisme, men en streng kunstighed opstår fra denne strategi, et maleri, der er parallelt med naturen og på ens egen tid."” 
Blandt hans mest kendte værker er serien med billeder Mænd uden kvinder - Parsifal, malet fra 1993 til 1997. I denne omfattende serie holdt Lüpertz sig fast på et enkelt tema: det frontale mandlige ansigt, ofte afbildet som gråd. Parsifal henviser til helten fra Richard Wagners sidste opera, den kvindelige fristelse og frelse i en mands verden. Samtidig kan temaet forbindes med malerens ensomhed i studiet. 
Fra 1997 begyndte han at lave landskabsmalerier, som står i kontrast til hans tidligere arbejde og er kendetegnet ved en flygtig komposition. I 1999 skabte han det religiøse motiv Vanitas, og året efter kom Vesper . I 2001 lavede Lüpertz vægmaleriet The Six Virtues til foyeren til den nye kansleribygning i Berlin. På de monokrome malerier er intet synligt undtagen farver. Lüpertz vigtigste inspirationskilde var Iconologia fra 1593 af italieneren Cesare Ripa, hvor han bl.a. trak på de gamle ikonologiske begreber. Bogen rummer billeder til at symbolisere abstrakte begreber som dyder, laster, følelser, lidenskaber, kunstarter og videnskaber 

## Skulptur
Lüpertz har lavet skulpturer og designet scenesæt siden 1980. Blandt hans mest berømte værker er figuren af Apollo for en niche i Alte Oper i Frankfurt (1989), broskulpturen The Ugly Scares the Beauty (1990) i Karlsruhe, The Fallen Warrior, en tre meter lang bronzeskulptur af en faldet kriger med hjelm og skjold, inspireret af en gammel græsk skulptur, i Berlin Kantstrasse, et ensemble af tre skulpturer til parken Schloss Bensberg (2000), The Philosopher, en bronze forestillende en nøgen skulptur oprettet til foyeren til den nye regeringsbygning i Berlin (2001), og en skulptur af Apollo, indviet ved Elisabethplatz i Bamberg (2009).  

## Musikalske og litterære værker
Foruden sit arbejde som maler og billedhugger er Lüpertz også en fri jazzmusiker, som ynder at spille på klaver. Lejlighedsvis holder han koncerter sammen med professionelle musikere. I 2003 skabte han kunst- og litterære magasinet Frau und Hund, hvor han udgiver sin egen poesi og prosatekster. To udgaver af magasinet er vist på andre sprog (Signora e cane, på italiensk og Femme et Chien, på fransk).

## Offentlige samlinger
Markus Lüpertz er repræsenteret i mange vigtige kunstsamlinger i Tyskland og i udlandet, herunder Kunstmuseum Walter i Augsburg, Pinakothek der Moderne i München, Haus der Kunst i München, Bayerisches Nationalmuseum i München, Nationalgalerie i Berlin, Overbeckgesellschaft i Lübeck, Kunsthalle i Baden-Baden, Kunsthalle i Düsseldorf, Kunsthalle i Bern, Moderna Museet i Stockholm, Musée d'Art Moderne de la Ville de Paris, Musée d'Art et d'Industrie i Saint-Etienne, Musée d'Art Moderne et Contemporain de Strasbourg, Musée d'Art et d'Histoire i Genève, Palais des Beaux-Arts i Bruxelles, Stedelijk Van Abbemuseum i Eindhoven, Tel Aviv-museet, Museum of Modern Art i New York, Metropolitan Museum of Art i New York, National Gallery of Art i Washington DC, Art Institute of Chicago og Saint Louis Art Museum. .
Fra februar og frem til juni 2020 er der en omfattende retrospektiv udstilling om Markus Lüpertz på Museum Jorn i Silkeborg. Udstillingen er museets store bidrag til fejringen af det dansk-tyske kulturelle venskabsår 2020.

## Eksterne links
- Markus Lüpertz biografi på Artnet